# Marta Kostiuk
Marta Kostiuk, ukr. Марта Костюк (ur. 28 czerwca 2002 w Kijowie) – ukraińska tenisistka, mistrzyni juniorskich Australian Open 2017 w grze pojedynczej i US Open 2017 w grze podwójnej.

## Kariera tenisowa
W rozgrywkach zawodowych zadebiutowała w sierpniu 2016 roku w turnieju ITF w Charkowie.
W 2017 roku została mistrzynią Australian Open w grze pojedynczej dziewcząt, pokonując w finale Rebekę Masarovą 7:5, 1:6, 6:4. Końcowy triumf w zawodach wielkoszlemowych odniosła również w parze z Olgą Danilović podczas US Open w tym samym sezonie, zwyciężając w ostatnim spotkaniu z deblem Lea Bošković–Wang Xiyu wynikiem 6:1, 7:5.
Podczas Australian Open 2018 została najmłodszą uczestniczką trzeciej rundy turnieju wielkoszlemowego od US Open 1997, kiedy dokonała tego Mirjana Lučić-Baroni.
Podczas French Open 2021 po raz pierwszy doszła do czwartej rundy turnieju wielkoszlemowego, po drodze pokonując Garbiñe Muguruzę 6:1, 6:4, Zheng Saisai 6:3, 6:4 oraz Warwarę Graczową 6:1, 6:2. W czwartej rundzie przegrała z obrończynią tytułu Igą Świątek 3:6, 4:6.
W zawodach cyklu WTA Tour Ukrainka wygrała jeden turniej w grze pojedynczej, w grze podwójnej natomiast zwyciężyła w dwóch turniejach z trzech rozegranych finałów.

## Historia występów wielkoszlemowych
Legenda
     W, wygrany turniej
     F, przegrana w finale
     SF, przegrana w półfinale
     QF, przegrana w ćwierćfinale
     xR, przegrana w x rundzie
     Qx, przegrana w x rundzie kwalifikacji
     A, brak startu
     NH, turniej nie odbył się

### Występy w grze pojedynczej
| Australian Open        | A   | 3R  | Q3  | Q1 | 1R | 3R | 3R | QF | 3R | 0 / 6  | 12 – 6  |  |  |  |  |  |  |  |  |  |  |  |  |  |  |  |  |
| French Open            | A   | Q2  | A   | 1R | 4R | 1R | 1R | 2R |    | 0 / 5  | 4 – 5   |  |  |  |  |  |  |  |  |  |  |  |  |  |  |  |  |
| Wimbledon              | A   | Q3  | Q1  | NH | 2R | 2R | 3R | 3R |    | 0 / 4  | 6 – 4   |  |  |  |  |  |  |  |  |  |  |  |  |  |  |  |  |
| US Open                | A   | Q2  | A   | 3R | 1R | 2R | 1R | 3R |    | 0 / 5  | 5 – 5   |  |  |  |  |  |  |  |  |  |  |  |  |  |  |  |  |
|                        |     |     |     |    |    |    |    |    |    |        |         |  |  |  |  |  |  |  |  |  |  |  |  |  |  |  |  |
| Ranking na koniec roku | 518 | 118 | 155 | 98 | 50 | 70 | 39 | 18 |    | 0 / 20 | 27 – 20 |  |  |  |  |  |  |  |  |  |  |  |  |  |  |  |  |

### Występy w grze podwójnej
| Australian Open        | A | A   | A   | A   | 1R | 3R | SF | 2R | QF | 0 / 5  | 10 – 4  |  |  |  |  |  |  |  |  |  |  |  |  |  |  |  |  |
| French Open            | A | A   | A   | QF  | 1R | QF | 3R | SF |    | 0 / 5  | 11 – 5  |  |  |  |  |  |  |  |  |  |  |  |  |  |  |  |  |
| Wimbledon              | A | A   | A   | NH  | 2R | 2R | 2R | 3R |    | 0 / 4  | 5 – 3   |  |  |  |  |  |  |  |  |  |  |  |  |  |  |  |  |
| US Open                | A | A   | A   | A   | 3R | 3R | 3R | 2R |    | 0 / 4  | 7 – 3   |  |  |  |  |  |  |  |  |  |  |  |  |  |  |  |  |
|                        |   |     |     |     |    |    |    |    |    |        |         |  |  |  |  |  |  |  |  |  |  |  |  |  |  |  |  |
| Ranking na koniec roku | – | 849 | 568 | 112 | 97 | 46 | 28 | 60 |    | 0 / 18 | 34 – 15 |  |  |  |  |  |  |  |  |  |  |  |  |  |  |  |  |

### Występy w grze mieszanej
| Australian Open | A | A | A | A  | A  | A | A  | A | A | 0 / 0 | 0 – 0 |  |  |  |  |  |  |  |  |  |  |  |  |  |  |  |  |
| French Open     | A | A | A | NH | A  | A | QF | A |   | 0 / 1 | 2 – 1 |  |  |  |  |  |  |  |  |  |  |  |  |  |  |  |  |
| Wimbledon       | A | A | A | NH | 2R | A | QF | A |   | 0 / 2 | 3 – 1 |  |  |  |  |  |  |  |  |  |  |  |  |  |  |  |  |
| US Open         | A | A | A | NH | A  | A | A  | A |   | 0 / 0 | 0 – 0 |  |  |  |  |  |  |  |  |  |  |  |  |  |  |  |  |
|                 |   |   |   |    |    |   |    |   |   |       |       |  |  |  |  |  |  |  |  |  |  |  |  |  |  |  |  |
|                 |   |   |   |    |    |   |    |   |   | 0 / 3 | 5 – 2 |  |  |  |  |  |  |  |  |  |  |  |  |  |  |  |  |

## Finały turniejów WTA
| Legenda                   | Legenda |
| ------------------------- | ------- |
| Wielki Szlem              |         |
| Igrzyska olimpijskie      |         |
| WTA Tour Championships    |         |
| od 2021                   |         |
| WTA 1000 (obowiązkowe)    |         |
| WTA 1000 (nieobowiązkowe) |         |
| WTA 500                   |         |
| WTA 250                   |         |
| WTA 125                   |         |

### Gra pojedyncza 3 (1–2)
| Końcowy wynik | Nr | Data             | Turniej   | Nawierzchnia   | Przeciwniczka    | Wynik finału  |
| ------------- | -- | ---------------- | --------- | -------------- | ---------------- | ------------- |
| Zwyciężczyni  | 1. | 5 marca 2023     | Austin    | Twarda         | Warwara Graczowa | 6:3, 7:5      |
| Finalistka    | 1. | 3 marca 2024     | San Diego | Twarda         | Katie Boulter    | 7:5, 2:6, 2:6 |
| Finalistka    | 2. | 21 kwietnia 2024 | Stuttgart | Ceglana (hala) | Jelena Rybakina  | 2:6, 2:6      |

### Gra podwójna 3 (2–1)
| Końcowy wynik | Nr | Data                 | Turniej    | Nawierzchnia | Partnerka          | Przeciwniczki                    | Wynik finału |
| ------------- | -- | -------------------- | ---------- | ------------ | ------------------ | -------------------------------- | ------------ |
| Finalistka    | 1. | 24 października 2021 | Teneryfa   | Twarda       | Ludmyła Kiczenok   | Ulrikke Eikeri Ellen Perez       | 3:6, 3:6     |
| Zwyciężczyni  | 1. | 18 września 2022     | Portorož   | Twarda       | Tereza Martincová  | Cristina Bucșa Tereza Mihalíková | 6:4, 6:0     |
| Zwyciężczyni  | 2. | 25 czerwca 2023      | Birmingham | Trawiasta    | Barbora Krejčíková | Storm Hunter Alycia Parks        | 6:2, 7:6(7)  |

## Finały turniejów WTA 125

### Gra podwójna 1 (1–0)
| Końcowy wynik | Nr | Data            | Turniej | Nawierzchnia  | Partnerka           | Przeciwniczki                  | Wynik finału |
| ------------- | -- | --------------- | ------- | ------------- | ------------------- | ------------------------------ | ------------ |
| Zwyciężczyni  | 1. | 17 grudnia 2022 | Limoges | Twarda (hala) | Oksana Kalasznikowa | Alicia Barnett Olivia Nicholls | 7:5, 6:1     |

## Finały turniejów ITF
| turnieje z pulą nagród 100 000 $ |
| turnieje z pulą nagród 80 000 $  |
| turnieje z pulą nagród 60 000 $  |
| turnieje z pulą nagród 40 000 $  |
| turnieje z pulą nagród 25 000 $  |
| turnieje z pulą nagród 15 000 $  |

### Gra pojedyncza 8 (3–5)
| Rezultat     |    | Data       | Turniej    | ($)      | Naw.    | Przeciwniczka     | Wynik              |
| Zwyciężczyni | 1. | 13/05/2017 | Dunakeszi  | 25 000   | Ceglana | Bernarda Pera     | 6:4, 6:3           |
| Zwyciężczyni | 2. | 03/02/2018 | Burnie     | 60 000   | Twarda  | Viktorija Golubic | 6:4, 6:3           |
| Finalistka   | 1. | 11/03/2018 | Zhuhai     | 60 000   | Twarda  | Maryna Zanewśka   | 2:6, 4:6           |
| Finalistka   | 2. | 08/06/2019 | Toruń      | 60 000+H | Ceglana | Rebecca Šramková  | 1:6, 2:6           |
| Finalistka   | 3. | 22/09/2019 | Saint-Malo | 60 000+H | Ceglana | Warwara Graczowa  | 3:6, 2:6           |
| Zwyciężczyni | 3. | 23/02/2020 | Kair       | 60 000   | Twarda  | Aliona Bolsova    | 6:1, 6:0           |
| Finalistka   | 4. | 25/10/2020 | Macon      | 80 000   | Twarda  | Catherine Bellis  | 4:6, 7:6(4), krecz |
| Finalistka   | 5. | 01/11/2020 | Tyler      | 80 000   | Twarda  | Ann Li            | 5:7, 6:1, 3:6      |

### Gra podwójna 2 (2–0)
| Rezultat     |    | Data       | Turniej | ($)    | Naw.    | Partnerka         | Przeciwniczki                  | Wynik          |
| Zwyciężczyni | 1. | 27/04/2019 | Chiasso | 25 000 | Ceglana | Cristina Bucșa    | Sharon Fichman Jaimee Fourlis  | 6:1, 3:6, 10–7 |
| Zwyciężczyni | 2. | 22/02/2020 | Kair    | 60 000 | Twarda  | Kamilla Rachimowa | Anastazja Szoszyna Paula Kania | 6:3, 2:6, 10–6 |

## Występy w igrzyskach olimpijskich

### Gra pojedyncza
| Runda                                                                         | Przeciwniczka                 | Wynik            |
| ----------------------------------------------------------------------------- | ----------------------------- | ---------------- |
|                                                                               |                               |                  |
| Letnie Igrzyska Olimpijskie w Paryżu 2024, reprezentując państwo Ukraina [12] |                               |                  |
| I runda                                                                       | Nowa Zelandia: Lulu Sun [Alt] | 6:4, 6:3         |
| II runda                                                                      | Francja: Clara Burel          | 7:6(3), 6:2      |
| III runda                                                                     | Grecja: Maria Sakari [9]      | 4:6, 7:6(5), 6:4 |
| Ćwierćfinał                                                                   | Chorwacja: Donna Vekić [13]   | 4:6, 6:2, 6:7(8) |

### Gra podwójna
| Runda                                                                    | Partnerka             | Przeciwniczki                                | Wynik    |
| ------------------------------------------------------------------------ | --------------------- | -------------------------------------------- | -------- |
|                                                                          |                       |                                              |          |
| Letnie Igrzyska Olimpijskie w Paryżu 2024, reprezentując państwo Ukraina |                       |                                              |          |
| I runda                                                                  | Dajana Jastremśka [7] | Polska: Magda Linette / Alicja Rosolska [PR] | 6:4, 6:1 |
| II runda                                                                 | Dajana Jastremśka [7] | Chińskie Tajpej: Hsieh Su-wei / Tsao Chia-yi | walkower |

## Finały juniorskich turniejów wielkoszlemowych

### Gra pojedyncza (1)
| Końcowy wynik | Rok  | Turniej         | Nawierzchnia | Przeciwniczka   | Wynik finału  |
| Zwyciężczyni  | 2017 | Australian Open | Twarda       | Rebeka Masarova | 7:5, 1:6, 6:4 |

### Gra podwójna (1)
| Końcowy wynik | Rok  | Turniej | Nawierzchnia | Partnerka      | Przeciwniczki          | Wynik finału |
| Zwyciężczyni  | 2017 | US Open | Twarda       | Olga Danilović | Lea Bošković Wang Xiyu | 6:1, 7:5     |